# Kemenessömjén
Kemenessömjén je vas na Madžarskem, ki upravno spada pod podregijo Celldömölki Železne županije.